# Delahaye Type 28
Der Delahaye Type 28 ist ein frühes Pkw-Modell. Hersteller war Automobiles Delahaye in Frankreich.

## Beschreibung
Die Fahrzeuge wurden zwischen 1905 und 1910 hergestellt. Vorgänger war der Delahaye Type 20 und Nachfolger der Delahaye Type 48.
Der Zweizylinder-Ottomotor war in Frankreich mit 10–12 CV eingestuft. Er hat 92 mm Bohrung, 110 mm Hub, 1462 cm³ Hubraum und leistet 13–15 PS. Er ist vorn im Fahrgestell eingebaut und treibt die Hinterachse an.
Das Fahrgestell war mit zwei verschieden langen Radständen lieferbar, darunter 263 cm. Bekannt sind die Karosseriebauformen Limousine und Phaeton. Ferner gab es eine Lieferwagen-Variante mit einer Nutzlast von 700 kg.
Insgesamt entstanden etwa 1650 Fahrzeuge.
Ein Fahrzeug von 1908 ist erhalten geblieben und in der Cité de l’Automobile ausgestellt. Die Hubraumangabe von 1205 cm³ passt allerdings nicht.
Die Presto-Werke fertigten dieses Modell in Lizenz.